# Universidad de Ciencias y Artes de Chiapas
La Universidad de Ciencias y Artes de Chiapas (UNICACH), es una universidad pública estatal localizada en la ciudad de Tuxtla Gutiérrez en Chiapas, México. Actualmente es considerada, junto con la Universidad Autónoma de Chiapas, una máxima casa de estudios del estado de Chiapas. Cuenta con entidades académicas y de investigación en el Campus Central (Ciudad Universitaria), el Campus Universitario y la Facultad de Música en la ciudad de Tuxtla Gutiérrez, el Centro de Estudios Superiores de México y Centroamérica en la ciudad de San Cristóbal de Las Casas y las Subsedes en los municipios de Acapetahua, Venustiano Carranza,  Villa Corzo, Motozintla, Mapastepec,  Palenque, Huixtla, Ocosingo, Chiapa de Corzo, Tonalá y  Reforma. Su lema es Por la cultura de mi raza, y su actual Rectora la arqueóloga Juana de Dios López Jiménez 
Fue fundada el 15 de mayo de 1944, inicialmente como el Instituto de Ciencias y Artes de Chiapas (ICACH); cuyo primer director y fundador fue el Ing. Ángel Mario Corzo Gutiérrez. Posteriormente, en 1995 fue elevada al rango de Universidad por el Gobernador del estado Lic. Eduardo Robledo Rincón y en 2000 obtuvo su autonomía.

## Historia
La Universidad de Ciencias y Artes de Chiapas tiene sus antecedentes más remotos en la Escuela Industrial de Chiapas, creada en 1893 por Emilio Rabasa Estebanell. Este centro se convirtió en el Instituto de Artes y Oficios del Estado en 1897 y a partir de 1926, funcionó como Escuela Normal Mixta y Preparatoria del Estado. Pero fue en el año de 1944, por decreto del gobernador Rafael Pascasio Gamboa, cuando se estableció formalmente como el Instituto de Ciencias y Artes de Chiapas (ICACH), el cual reunía a las escuelas Secundaria, Preparatoria y Normal del estado. Posterior a su creación se integraron a él las escuelas de Contabilidad, Enfermería, Trabajo Social, Leyes y Bellas Artes. Cabe destacar que el ICACH fue miembro fundador, desde 1951, de la Asociación Nacional de Universidades e Instituciones de Educación Superior (ANUIES) y, como tal, sus acciones se orientaron conforme a los lineamientos y estrategias de esta asociación.
Mucho tiempo después, en agosto de 1981, el ICACH asumió la función de Instituto de Educación Superior como organismo descentralizado de la Secretaría de Educación Pública del Estado, pero es hasta el mes de febrero de 1982 cuando inició sus actividades como tal. Enseguida, una comisión interdisciplinaria recomendó la creación de la carrera de Ingeniería Topográfica y, en septiembre del mismo año, se autorizó la promoción de esta ingeniería y de las carreras de Odontología, Psicología, Biología y Nutrición. En 1989, por acuerdo del entonces gobernador licenciado Patrocinio González Garrido, la institución consolidó el área de Artes con las escuelas de Música, de Danza, Artes Plásticas y Artes Escénicas. 
El 31 de enero de 1995, con el Decreto Número 139 expedido por la LVIII Legislatura del Congreso del Estado, el instituto se transformó en la Universidad de Ciencias y Artes de Chiapas, de acuerdo con la necesidad de dar una nueva dimensión a los fines y procesos educativos en estrecho vínculo con los requerimientos económicos, políticos y culturales de la población chiapaneca. En 1995 la Universidad creó el Centro de Estudios Superiores de México y Centroamérica (CESMECA) y en 1996 se instalaron la Licenciatura en Música y la Maestría en Psicología Social. En 1998 el gobernador Roberto Albores Guillén inauguró el Centro Universitario de Información y Documentación (CUID). El 24 de marzo de 2000 adquirió su autonomía y modificó su Ley Orgánica y su marco jurídico, además de la creación de las licenciaturas en Historia y Comercio Exterior y las carreras de técnico superior universitario. En el 2001 se inicia la construcción del Campus Central conocido como Ciudad Universitaria y a partir de 2005 consolida su oferta educativa regionalizada en diferentes municipios del estado.
En 2008 el Ing. Roberto Domínguez Castellanos asumió el puesto de rector de esta casa de estudios, cargo que ocupó hasta el 25 de julio de 2016. En 2012 la Ley Orgánica de la UNICACH fue reformada y permitió la reelección del rector. El 13 de septiembre de 2016 fue nombrado como rector el Notario Adolfo Antonio Guerra Pérez por el periodo 2016-2020. El 2 de octubre de 2017 es nombrado por la Junta Directiva el Dr. José Rodolfo Calvo Fonseca para el periodo 2017-2021. El 12 de febrero de 2021, toma protesta como nuevo rector de la universidad, el Mtro. Juan José Solórzano Marcial.
La biblioteca de la Universidad posee un acervo de libros antiguos conformado por 4,235 títulos divididos en las colecciones: Libros eclesiásticos (periodo colonial); Víctor Manuel Castillo Corzo (con 10,850 volúmenes); de Origen; Fernando Castañón Gamboa (biblioteca, hemeroteca y fondo documental) y Luis Espinosa López (biblioteca).
Por Mucho Tiempo aun cuando poseia el nombre de Instituto De Ciencias Y Artes de Chiapas (ICACH), dicho instituto, ocupana el lugar donde actualmente se encuentra la Escuela Secundaria del Estado (ESECH), Siendo una de las edificaciones con más Historia dentro del estado de chiapas. 

## Edificio de Rectoría
El edificio que actualmente ocupa la Rectoría de la UNICACH fue construido en 1951 como parte del proyecto cultural denominado "Palacio de la Cultura", que, según los planos originales, estaba conformado por cuatro edificios y un auditorio; y cuyo objetivo era albergar en un mismo recinto a las dependencias relacionadas con la cultura y las artes, y a las instituciones científicas chiapanecas.
Sin embargo, el proyecto quedó inconcluso, y sólo se construyeron tres de los cinco edificios (incluyendo el auditorio); y con el paso del tiempo, el edificio principal tuvo muchos usos diferentes al original para el que había sido construido (Secretaría de Turismo federal, Servicio de Correo y Telégrafos federal, Secretaría de Educación estatal, Secretaría de Programación y Presupuesto federal) y empezó a sufrir deterioro. Pero es hasta 1988 cuando el inmueble, finalmente, albergó a una dependencia relacionada con la cultura, al convertirse en la sede del desaparecido Instituto Chiapaneco de Cultura (ICHC). Desde ese año hasta 1995, el edificio acogió a esta dependencia del Gobierno del Estado; pues en ese último año el ICACH se convirtió en la UNICACH, y con ello, el ICHC se convirtió en la Dirección de Extensión Cultural de la Universidad.
Con la transformación del ICHC en una extensión de la UNICACH, el edificio se convirtió en la sede de la Rectoría de la Universidad desde 1995 hasta la actualidad. Después del  sismo de Chiapas ocurrido el 7 de septiembre de 2017, el despacho de la rectoría se trasladaría de manera temporal a la Ciudad Universitaria, en la zona norte poniente de Tuxtla Gutiérrez.   

## Entidades académicas y de investigación
Facultades:
- Facultad de Ingeniería
- Facultad de Ciencias de la Nutrición y Alimentos
- Facultad de Humanidades
- Facultad de Artes
- Facultad de Música
- Facultad de Ciencias Administrativas y Tecnologías Digitales
- Facultad de Ciencias Odontológicas y Salud Pública
- Facultad de Ciencias Humanas y Sociales

Institutos y Centros de Investigación:
- Instituto de Investigación e Innovación en Energías Renovables
- Instituto de Ciencias Biológicas
- Instituto de Investigación en Gestión de Riesgos y Cambio Climático
- Centro de Estudios Superiores de México y Centroamérica

## Oferta educativa
La Universidad de Ciencias y Artes de Chiapas oferta de manera regular 32 programas educativos a nivel Licenciatura, una Especialidad, 17 Maestrías y 6 Doctorados, en sus diferentes unidades académicas y de investigación.
Facultad de Ingeniería
- Licenciatura en Ingeniería Agroforestal
- Licenciatura en Ingeniería Ambiental
- Licenciatura en Ingeniería en Seguridad Industrial y Ecología
- Licenciatura en Ingeniería Geomática
- Licenciatura en Ingeniería Topográfica e Hidrología
- Maestría en Ciencias Agroforestales
- Maestría en Ciencias en Desarrollo Sustentable y Gestión de Riesgos

Facultad de Ciencias de la Nutrición y Alimentos
- Licenciatura en Ingeniería en Agroalimentos
- Licenciatura en Ciencia y Tecnología de Alimentos
- Licenciatura en Gastronomía
- Licenciatura en Nutriología
- Maestría en Nutrición y Alimentación Sustentable

Facultad de Humanidades
- Licenciatura en Arqueología
- Licenciatura en Historia
- Licenciatura en Lenguas con Enfoque Turístico
- Licenciatura en Lenguas Internacionales
- Maestría en Lenguas Extranjeras
- Maestría en Historia
- Maestría en Tecnología Educativa
- Doctorado en Ciencias Históricas

Facultad de Artes
- Licenciatura en Artes Visuales
- Licenciatura en Artes Escénicas: Teatro
- Licenciatura en Escritura Creativa

Facultad de Música
- Licenciatura en Jazz y Música Popular
- Licenciatura en Música
- Maestría en Música

Facultad de Ciencias Administrativas y Tecnologías Digitales
- Licenciatura en Ciencias Políticas y Administración Pública
- Licenciatura en Comercio Exterior
- Licenciatura en Gestión y Desarrollo de Negocios
- Licenciatura en Marketing Digital
- Licenciatura en Sistemas de Información Administrativa
- Licenciatura en Turismo Sustentable
- Maestría en Innovación y Competitividad

Facultad de Ciencias Odontológicas y Salud Pública
- Licenciatura en Cirujano-Dentista
- Licenciatura en Enfermería
- Licenciatura en Fisioterapia
- Especialidad en Endodoncia
- Maestría en Salud Pública y Sustentabilidad

Facultad de Ciencias Humanas y Sociales
- Licenciatura en Desarrollo Humano
- Licenciatura en Psicología
- Maestría en Psicología
- Maestría en Estudios Psicosociales
- Doctorado en Psicología

Instituto de Investigación e Innovación en Energías Renovables
- Licenciatura en Ingeniería en Energías Renovables
- Maestría en Materiales y Sistemas Energéticos Renovables
- Doctorado en Materiales y Sistemas Energéticos Renovables

Instituto de Ciencias Biológicas
- Licenciatura en Biología
- Licenciatura en Biología Marina y Manejo Integral de Cuencas
- Maestría en Ciencias en Biodiversidad y Conservación de Ecosistemas Tropicales
- Maestría en Enseñanza de las Ciencias Naturales
- Doctorado en Ciencias en Biodiversidad y Conservación de Ecosistemas Tropicales

Instituto de Investigación en Gestión de Riesgos y Cambio Climático
- Licenciatura en Ciencias de la Tierra
- Maestría en Gestión de Riesgos y Cambio Climático

Centro de Estudios Superiores de México y Centroamérica
- Maestría en Ciencias Sociales y Humanísticas
- Maestría en Estudios e Intervención Feministas
- Doctorado en Ciencias Sociales y Humanísticas
- Doctorado en Estudios e Intervención Feministas